# Überjahresspeicher
Überjahresspeicher ist ein Begriff aus der Talsperrentechnik zur Einordnung der Größe des Gesamtstauraums einer Talsperre. Bei einem Überjahresspeicher ist das Volumen des Gesamtstauraums größer als das Volumen der Wassermenge, die im Jahresmittel aus dem Einzugsgebiet der Talsperre zufließt. Eine solche Talsperre benötigt mehr als ein Jahr – zum Teil auch mehrere Jahre – zur vollständigen Füllung, wenn zwischenzeitlich keine Wasserabgaben erfolgen.
Definiert wird der Begriff über den Ausbaugrad {\displaystyle \beta }, der zur Beurteilung der Speicherfunktion einer Talsperre dient. Er ist definiert als: 
{\displaystyle \beta ={\dfrac {V_{SP}}{V_{ZU}}}} (ohne Einheit)
VSP Speichervolumen (in m3)
VZU Jahreswasserfracht der Zuflüsse (in m3)
Ein Jahresspeicher – beide Mengen sind gleich groß – hat den Ausbaugrad {\displaystyle \beta =1}. Alle Werte über 1 stehen für einen Überjahresspeicher. Dementsprechend weisen Unterjahresspeicher einem Ausbaugrad kleiner 1 auf. Bisweilen wird der Ausbaugrad auch in Prozent angegeben, wobei 100 % einem {\displaystyle \beta =1} entspricht.
Sehr gut dimensionierte Talsperren haben einen Ausbaugrad von 1,0 (100 %) oder größer. Aber auch Talsperren mit einem Ausbaugrad von 0,3 (30 %) sind noch in der Lage, Hochwässer deutlich zu dämpfen und begrenzt Niedrigwasser aufzuhöhen. Talsperren mit einem Ausbaugrad von 1 bis 2 % können noch zur Speicherbewirtschaftung genutzt werden.
Generell werden Überjahresspeicher bei der Talsperrenabgabe eher geschont, da sie zur Füllung evtl. sehr lange Zeit benötigen.
Beispiele:
- Sorpetalsperre des Ruhrverbands
- Große Dhünntalsperre des Wupperverbands